# زیتون‌تلخیان
زیتون‌تلخیان (نام علمی: Meliaceae) نام یک تیره از راسته افراسانان است.